# Rozłog
Rozłog, pępownik (Cotyledon L.) – rodzaj roślin należący do rodziny gruboszowatych (Crassulaceae DC. in Lam. & DC.). Obejmuje co najmniej 12 gatunków występujących naturalnie na obszarze od Afryki Południowej i Wschodniej aż po Półwysep Arabski.

## Systematyka
Pozycja systematyczna według Angiosperm Phylogeny Website (aktualizowany system APG III z 2009)
Rodzaj ten należy do podrodziny Sedoideae, rodziny gruboszowatych Crassulaceae DC. in Lam. & DC., do rzędu skalnicowców (Saxifragales Dumort.) i wraz z nim do okrytonasiennych. 
Pozycja systematyczna według systemu Reveala (1993-1999)
Gromada okrytonasienne (Magnoliophyta Cronquist), podgromada Magnoliophytina Frohne & U. Jensen ex Reveal, klasa Rosopsida Batsch, podklasa różowe (Rosidae Takht.), nadrząd Saxifraganae Reveala, rząd skalnicowce (Saxifragales Dumort.), rodzina gruboszowate (Crassulaceae DC. in Lam. & DC.), podrodzina Sedoideae, plemię Kalanchoeae
Wykaz gatunków
| - Cotyledon adscendens Dyer - Cotyledon barbeyi Schweinf. ex Baker - Cotyledon campanulata Marloth - Cotyledon cuneata Thunb. - Cotyledon eliseae van Jaarsv. - Cotyledon elongata (Rose) Fedde | - Cotyledon orbiculata L. - Cotyledon papillaris L.f. - Cotyledon pendens van Jaarsv. - Cotyledon tomentosa Harv. - Cotyledon velutina Hook.f. - Cotyledon woodii Schönland & Baker f. |